# Dżucze
Dżucze (kor. 주체, ang. juche, dosłownie samodzielność) – doktryna polityczna sformułowana przez przywódcę Korei Północnej Kim Ir Sena i wprowadzona w Korei Północnej.
Według jej twórcy doktryna ta opiera się na czterech naczelnych zasadach:
- samodzielność w ideologii – odrzucanie obcych wzorców ideologicznych, nieuwzględniających specyfiki, możliwości, tradycji, przeszłości historycznej, aspiracji i dążeń mieszkańców Korei Północnej;
- niezależność w polityce – nieuleganie naciskom politycznym i ingerencjom z zewnątrz, które prowadzą do stopniowej utraty suwerenności, ale prowadzenie własnej niezależnej polityki w kontaktach międzynarodowych;
- samodzielność ekonomiczna – nieuzależnianie się gospodarczo od innych państw i organizacji, bo prowadzi to do utraty suwerenności politycznej, ale twórcze rozwijanie gospodarczych zdolności własnego narodu przy równoprawnej wymianie handlowej ze światem;
- samodzielna obrona kraju – obrony nie można powierzać innym, gdyż prowadzi to do utraty własnej suwerenności, ale trzeba posiadać własny samodzielny przemysł obronny oparty na własnej myśli technicznej, surowcach i mocach wytwórczych oraz ogólnonarodowy system obrony[2].

Z ideologią tą są związane tzw. dżuczejskie metody pracy, powszechnie stosowane w KRLD. W Pjongjangu znajduje się 170-metrowy monument wzniesiony na cześć tej ideologii oraz Kim Ir Sena – Wieża Idei Dżucze.

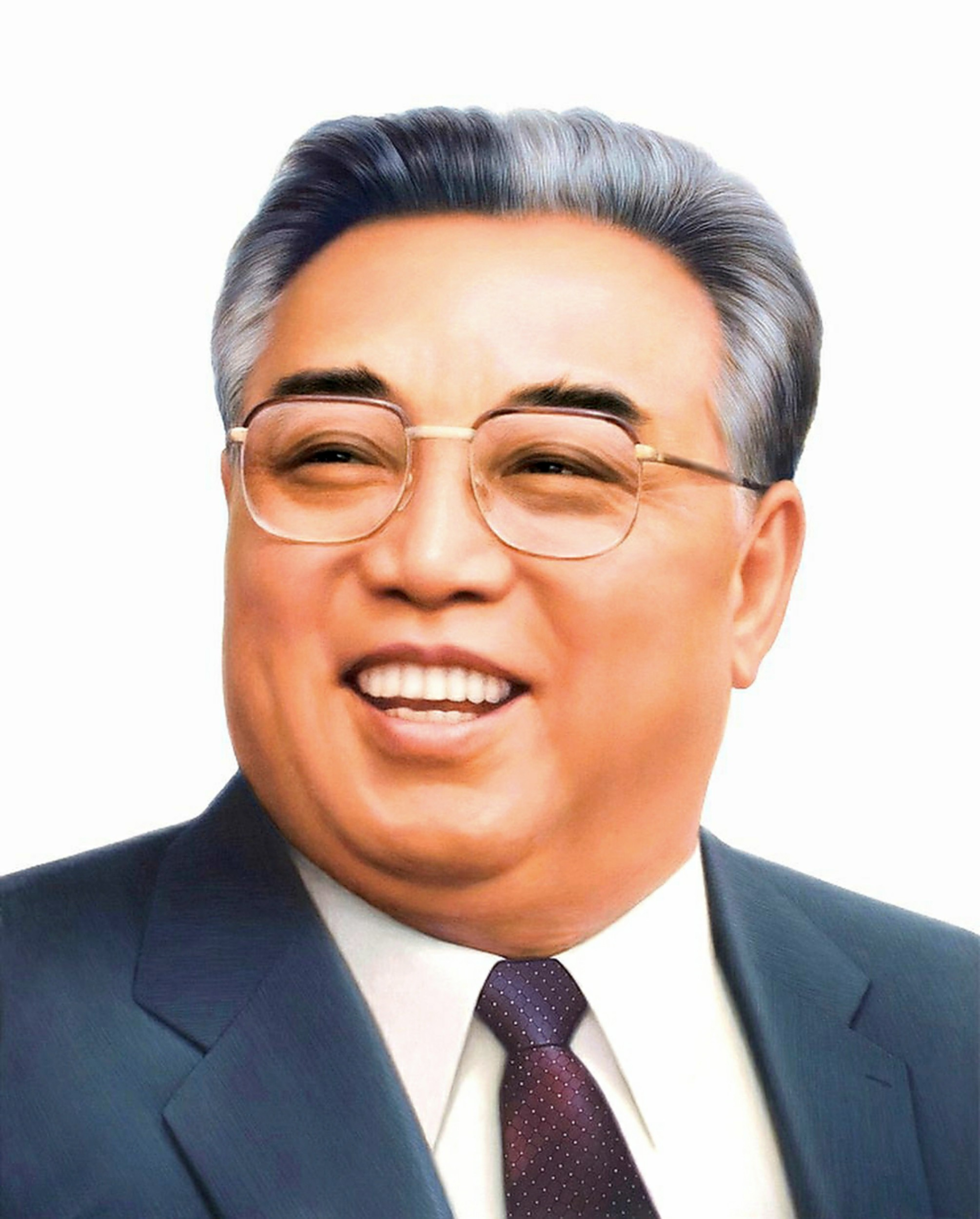
Kim Ir Sen – twórca idei Dżucze

## Metody pracy Dżucze
Stosowane są celem urzeczywistnienia idei Dżucze. Najważniejsze to:
1. Metoda Czonsan-ri[4] – polegająca na skierowaniu bezpośrednio w teren dygnitarzy partyjnych i państwowych, by sami doświadczyli wszelkich niedogodności związanych z wykonaniem zadań, które sami nałożyli na podległe im organy (jednostki terytorialne); nazwa pochodzi od wsi Czonsan-ri, której problemami musiał zająć się osobiście skierowany przez Kim Ir Sena wysoki dygnitarz państwowy
2. Teański system pracy – polega na wyprowadzeniu zza biurek kadry konstruktorskiej i technologicznej przedsiębiorstw przemysłowych i innych jednostek produkcyjnych oraz postawieniu ich bezpośrednio przy robotniku wykonującym wyrób według ich projektu (np. technologa przy frezerze); celem tego systemu jest doskonalenie konstrukcyjne i technologiczne w produkcji; nazwa pochodzi od kombinatu metalurgicznego w mieście Taean
3. Ruch Ch’ŏllima – moralne zaangażowanie pracowników, które ma sprzyjać przyspieszeniu procesu produkcji dzięki skróceniu wdrażania projektów racjonalizatorskich i nowości technicznych przy maksymalnej kontroli jakości; nazwa pochodzi od mitycznego skrzydlatego konia Ch’ŏllima, który w podaniach ludowych w ciągu doby obiega świat
4. Uczmy się od cichych bohaterów – ideowe zachęcanie do dokładności i dyscypliny pracy, której wzorem są przodownicy pracy z początków istnienia KRLD.

## Dżucze w innych krajach
Podczas zimnej wojny KRLD promowała Dżucze jako filozofię budowania socjalizmu w krajach trzeciego świata. Rumuński dyktator Nicolae Ceaușescu zainteresował się tą doktryną po swojej wizycie w Korei Północnej. Wzorował on swoje późniejsze działania na niej (tzw. systematyzacja). Korea Północna nie promuje już tej doktryny twierdząc, że dotyczy ona tylko i wyłącznie Koreańczyków. Grupy studiujące doktrynę Dżucze istnieją na całym świecie.

## Kalendarz Dżucze
Rząd Korei Północnej, jak i podległe mu organizacje stosują wariant kalendarza gregoriańskiego z rokiem bazowym 1912 jako rokiem pierwszym, w którym to roku urodził się Wieczny Prezydent, Kim Ir Sen.

## Krytyka realizacji
Międzynarodowe organizacje monitorujące prawa człowieka w Korei Północnej twierdzą, że sytuacja panująca tam ma się nijak do głoszonej doktryny. Gospodarka KRLD opiera się głównie na imporcie i pomocy zagranicznej po upadku bloku państw socjalistycznych. Twierdzą także, że opinie ludzi nie mają żadnego znaczenia w podejmowaniu decyzji, gdyż kraj ten pozostaje pod totalitarnymi rządami Kim Dzong Una. Czołowy myśliciel Dżucze Hwang Jang Yŏp dołączył do głosów krytyki po swojej ucieczce do Korei Południowej, mimo iż nadal utrzymywał wiarę w ideologię. Politolog Han S. Park i teolog Thomas J. Belke porównują Dżucze do ruchu religijnego.